# Чех, Ласло (футболист)
Ла́сло Чех (венг. Cseh László; 4 апреля 1910, Будапешт — 8 января 1950, там же) — венгерский футболист, игравший на позиции нападающего. Лучший футболист Венгрии 1936 года.
Выступал, в частности, за клуб «Хунгария», а также национальную сборную Венгрии.

## Клубная карьера
Во взрослом футболе дебютировал в 1926 году выступлениями за команду «Керюлет», в которой провёл три сезона, приняв участие в 50 матчах чемпионата.
В течение 1929 — 1931 лет защищал цвета клуба BSE.
Своей игрой за привлёк внимание представителей тренерского штаба клуба МТК (Будапешт, к составу которого присоединился в 1931 году. Сыграл за клуб из Будапешта следующие восемь сезонов своей карьеры. Большую часть времени, проведённого в составе МТК, был основным игроком атакующего звена команды. Отмечался чрезвычайно высокой результативностью, забивая в играх чемпионата в среднем более одного гола за матч.
С 1939 года по 1940 год играл в составе клубов «Гонвед» и «Сегед».
Завершил профессиональную игровую карьеру в клубе «Гамма» (Будапешт), за команду которого выступал на протяжении 1941 года.
Умер 8 января 1950 года на 40-м году жизни в городе Будапешт.

## Выступления за сборную
В 1932 году дебютировал в официальных матчах в составе национальной сборной Венгрии. В течение карьеры в национальной команде, которая длилась 8 лет, провёл в форме национальной сборной 34 матча, забив 15 голов.
В составе сборной был участником чемпионата мира 1938 в Франции, где вместе с командой завоевал серебряные награды.

## Достижения
- Серебряный призёр чемпионата мира: 1938
- Чемпион Венгрии (2):

МТК: 1935—1936 , 1936—1937
- Серебряный призёр чемпионата Венгрии:

МТК: 1932—1933
- Обладатель Кубка Венгрии:

МТК: 1932
- Финалист Кубка Венгрии:

МТК: 1935
- Лучший бомбардир чемпионата Венгрии (2):

МТК: 1934—1935 (23), 1936—1937 (36)

## Статистика выступлений
| Клуб             | Сезон            | Лига | Лига | Кубок Венгрии | Кубок Венгрии | Кубок Митропы | Кубок Митропы | Итого | Итого |
| Клуб             | Сезон            | Игры | Голы | Игры          | Голы          | Игры          | Голы          | Игры  | Голы  |
| ---------------- | ---------------- | ---- | ---- | ------------- | ------------- | ------------- | ------------- | ----- | ----- |
| Хунгария         | 1931/32          | 21   | 26   | 2+            | ?             | 2             | 1             | 25+   | 27+   |
| Хунгария         | 1932/33          | 22   | 25   | ?             | ?             | 0             | 0             | 22+   | 25+   |
| Хунгария         | 1933/34          | 19   | 17   | ?             | ?             | 2             | 1             | 21+   | 18+   |
| Хунгария         | 1934/35          | 21   | 23   | 1+            | 1+            | 6             | 3             | 28+   | 27+   |
| Хунгария         | 1935/36          | 26   | 24   | -             | -             | 4             | 3             | 30    | 27    |
| Хунгария         | 1936/37          | 25   | 36   | -             | -             | 2             | 0             | 27    | 36    |
| Хунгария         | 1937/38          | 18   | 22   | -             | -             | 2             | 3             | 20    | 25    |
| Хунгария         | 1938/39          | 22   | 13   | -             | -             | 2             | 0             | 24    | 13    |
| Хунгария         | 1939/40          | 10   | 11   | -             | -             | 0             | 0             | 10    | 11    |
| Хунгария         | Итого            | 184  | 197  | 3+            | 1+            | 20            | 11            | 207+  | 209+  |
| Кишпешт          | 1939/40          | 4    | 1    | -             | -             | 0             | 0             | 4     | 1     |
| Кишпешт          | Итого            | 4    | 1    | 0             | 0             | 0             | 0             | 4     | 1     |
| Сегед            | 1940/41          | 8    | 2    | 0             | 0             | 0             | 0             | 8     | 2     |
| Сегед            | Итого            | 8    | 2    | 0             | 0             | 0             | 0             | 8     | 2     |
| Гамма            | 1940/41          | 5    | 0    | ?             | ?             | 0             | 0             | 5+    | ?     |
| Гамма            | Итого            | 5    | 0    | ?             | ?             | 0             | 0             | 5+    | ?     |
| Всего за карьеру | Всего за карьеру | 201  | 200  | 3+            | 1+            | 20            | 11            | 224+  | 212+  |